# Messier 38
Messier 38 (M38) eller katalogiserad som NGC 1912), även kallad Starfish Cluster, av J. Carter (2015), är en korsformad öppen stjärnhop som ligger ungefär 10 grader sydost om NGC 1664, och består av ungefär 100 stjärnor med magnitud 10 eller svagare. Den är den ljussvagaste av de tre Messier-objekten i stjärnbilden Kuskens centrum. Stjärnhopen upptäcktes före 1654 av den italienske astronomen Giovanni Battista Hodierna, som även upptäckte de öppna hoparna Messier 36 och Messier 37. Den öppna stjärnhopen NGC 1907 ligger i närheten på himlen, men de två upplever troligen bara en tillfällig passering, efter att ha sitt ursprung i olika delar av galaxen.

## Egenskaper
Stjärnhopens ljusaste stjärnor bildar ett mönster som liknar den grekiska bokstaven Pi eller, enligt Webb, ett "snett kors". Walter Scott Houston beskrev dess utseende som:
" Fotografier visar vanligtvis en avvikelse från cirkularitet, en egenskap som är ganska uppenbar för visuella observatörer. Äldre rapporter nämner nästan alltid en korsform, som verkar mer uttalad med små instrument. En vy med ett 24-tums teleskop en fin Arizonanatt visade hopen som oregelbunden, när hopen av stjärnor gjorde fruktlösa ansträngningar för att hitta en geometrisk figur."
På dess avstånd av 3 500 ljusår motsvarar dess vinkeldiameter på ca 20 bågminuter eller ca 13 ljusår, liknande den hos dess mer avlägsna granne Messier 37. Den har ålder av ca 290 miljoner år. I mängden av omkring 100 ingående stjärnor, har hopen en gul jättestjärna med den skenbara magnituden +7,9 och spektraltyp G0 som dess ljusaste medlem. Detta motsvarar en absolut magnitud på -1,5, eller en ljusstyrka av 900 solar. Som jämförelse ser solen ut som en svag stjärna av magnitud +15,3 sedd från M38.

## Komponenter

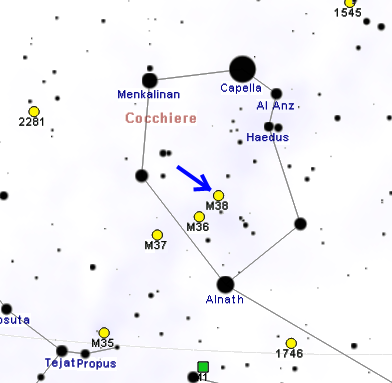
Map

| Namn              | Rektascension  | Deklination    | Spektraltyp |
| ----------------- | -------------- | -------------- | ----------- |
| HD 35519          | 05h 26m 54.32s | +35° 27' 26.2  | K2          |
| NGC 1912 HOAG 2   |                |                | B5II-III    |
| NGC 1912 HOAG 3   |                |                |             |
| NGC 1912 HOAG 4   | 05h 28m 35.39s | +35° 52' 51.2' | A0V         |
| NGC 1912 HOAG 5   | 05h 28m 50.73s | +35° 46' 47.2  | A0Vn        |
| NGC 1912 HOAG 6   | 05h 28m 10.46s | +35° 55' 26.0  | A0:V        |
| NGC 1912 HOAG 7   | 05h 28m 34.25s | +35° 53' 29.7  | A2V         |
| NGC 1912 HOAG 11  |                |                |             |
| NGC 1912 HOAG 19  |                |                | K2IIIb      |
| NGC 1912 HOAG 104 |                |                | G5III       |
| NGC 1912 SS G2    |                |                |             |
| NGC 1912 HOAG 128 |                |                | K0III       |
| NGC 1912 SS G4    |                |                | A5:V        |
| NGC 1912 HOAG 153 |                |                | K0V         |
| NGC 1912 SS G3    |                |                | A3V         |
| NGC 1912 HOAG 160 |                |                | K1IV        |
| NGC 1912 HOAG 161 |                |                | G5V         |
| NGC 1912 HOAG 171 |                |                | G7IV        |
| NGC 1912 HOAG 172 |                |                |             |